# Копьё

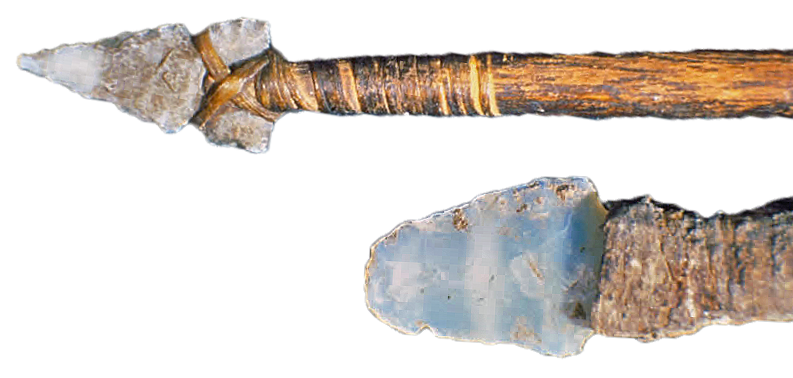
Кремнёвое оружие: дротик и нож

Копьё (устар. ланец) — метательное, колющее или колюще-рубящее древковое холодное оружие.

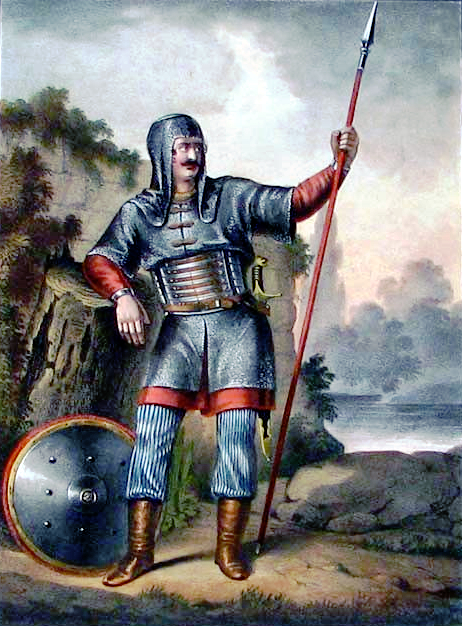
Русский ратник XV—XVI вв. Литография из «Исторического описания одежды и вооружения Российских войск» А. В. Висковатова (1841)

Копья бывают двух видов: метательные и для ближнего боя. Обычное копьё состоит из деревянного древка и металлического наконечника, форма которого может быть самой разнообразной.

## История копья

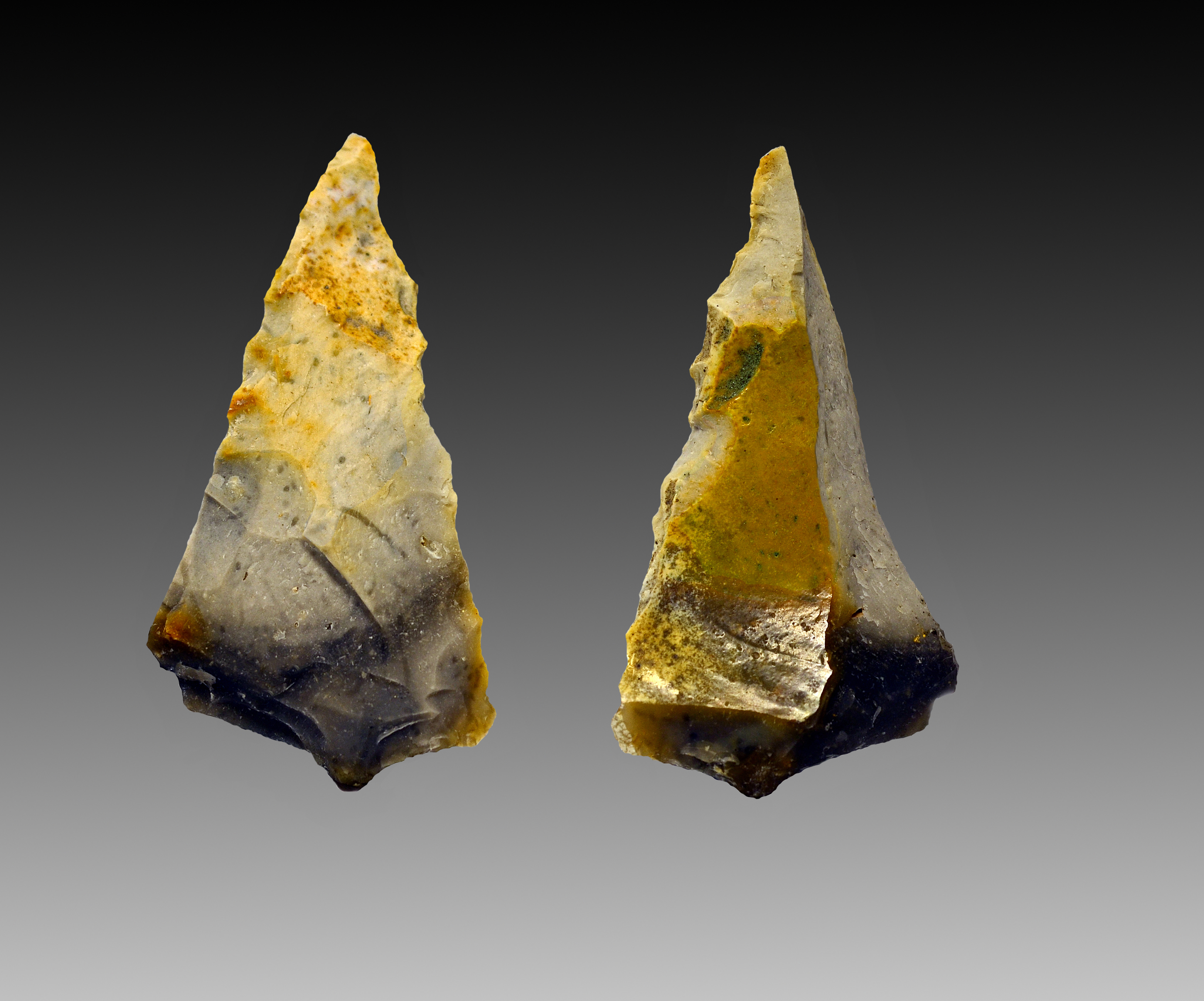
Наконечник копья. Верхний палеолит, Крым

Прототип копья недавно был обнаружен при наблюдении за современными обезьянами. Самки шимпанзе в некоторых стаях при охоте на мелких животных систематически использовали заострённые палки.

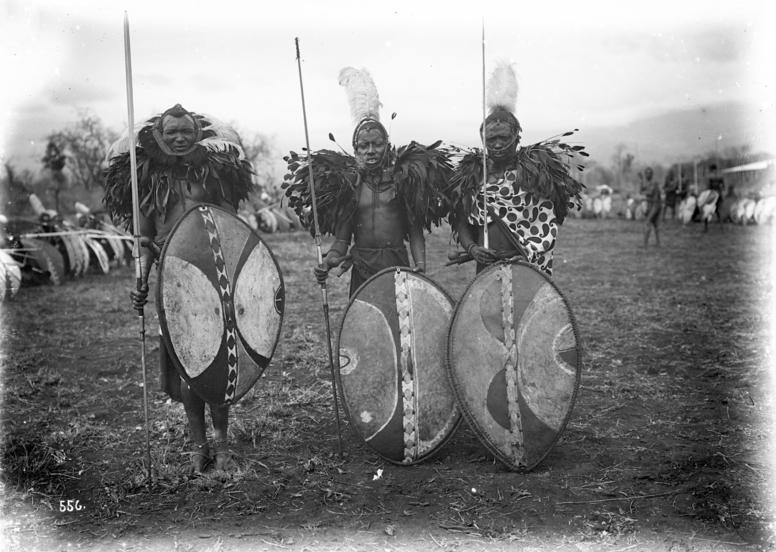
Воины-масаи с копьями и щитами. Германская Восточная Африка, 1906—1918 гг.

Простейшее копьё первобытного человека представляло собой прямую обструганную и заточенную палку из твердого дерева длиной примерно в рост человека. Как правило, острие для твердости обжигалось на костре, примерно так, как это делали ещё в I веке до н. э., по свидетельству римского историка Саллюстия, на Аппенинском полуострове повстанцы Спартака. Древнейшими известными образчиками считаются 8 копий из Шёнингена (Германия) возрастом 300 тыс. лет. В Эфиопии в локации Гадемотта (Gademotta) обнаружены копья с каменными наконечниками возрастом 280 тыс. лет. Возрастом 115—128 тыс. лет датируется копьё из Лерингена в Германии.
Острога (часто на Руси называемая просто «кол») не имела перевеса к острию и не металась. Обычно она удерживалась двумя руками, так как для достаточной эффективности удара (а при обжиге наконечник приобретал твердость, но утрачивал остроту) на неё надо было наваливаться всем весом.

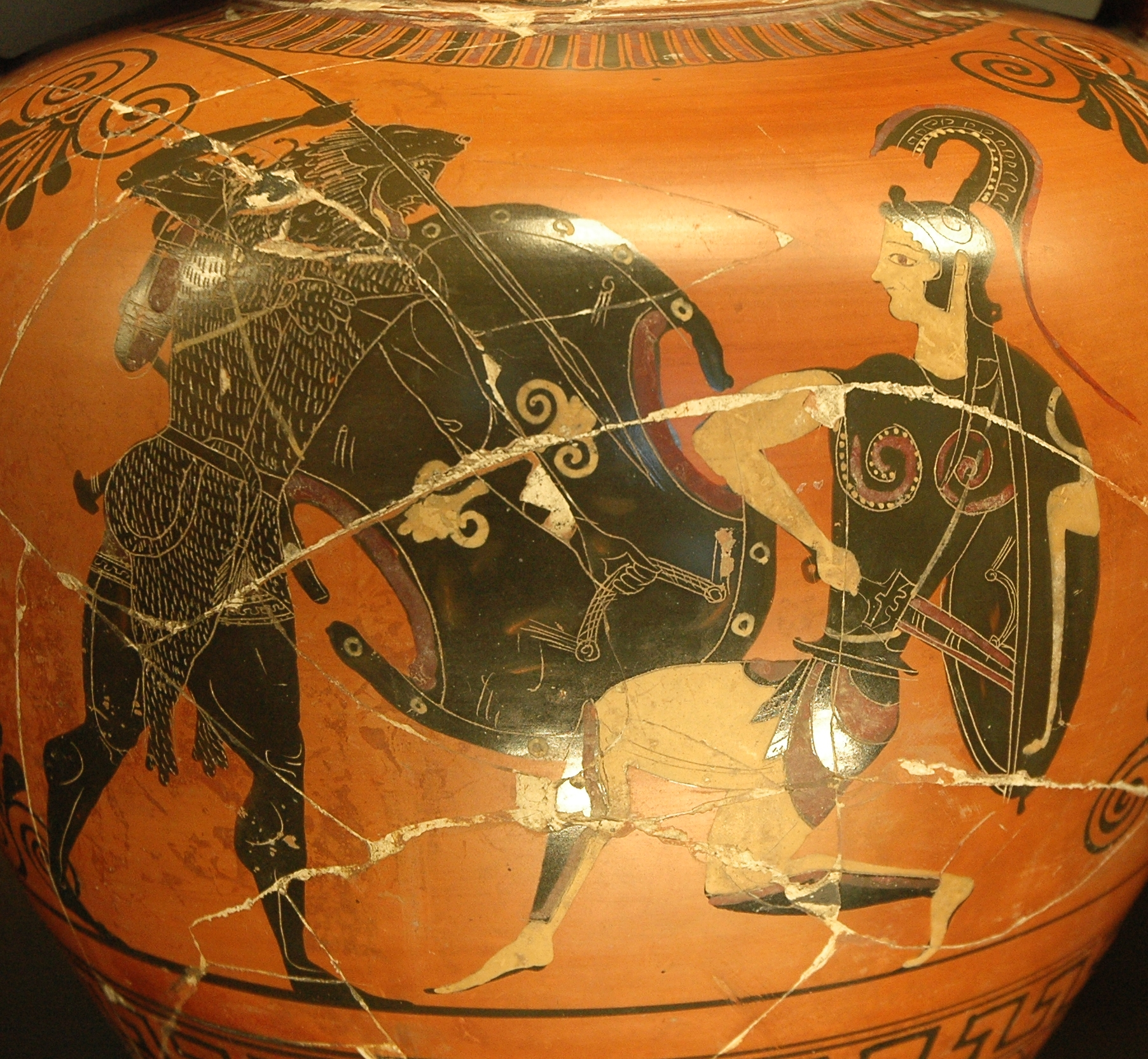
Бой Геракла с амазонками. Чернофигурная вазопись. Около 530 г. до н. э.

Подобного устройства копья употреблялись всеми народами до эпохи меди включительно. Колья (или бамбуковые палки с косым срезом) могли выступать в качестве оружия крестьян вплоть до периода средневековья.
Копья стали оснащаться наконечниками из камня или кости в эпоху среднего палеолита. Они разделились на метательные и рукопашные.
Метательные копья долгое время преобладали, так как допускали двоякое применение, — ведь ими можно было и наносить удары. Потому, даже и в век металла, вплоть до перехода к тактике боя в сомкнутых порядках, а у некоторых народов и после, копья оставались универсальными. Характерными примерами могут служить древнегерманская фрамея с наконечником из мягкого железа и раннесредневековый франкский ангон.

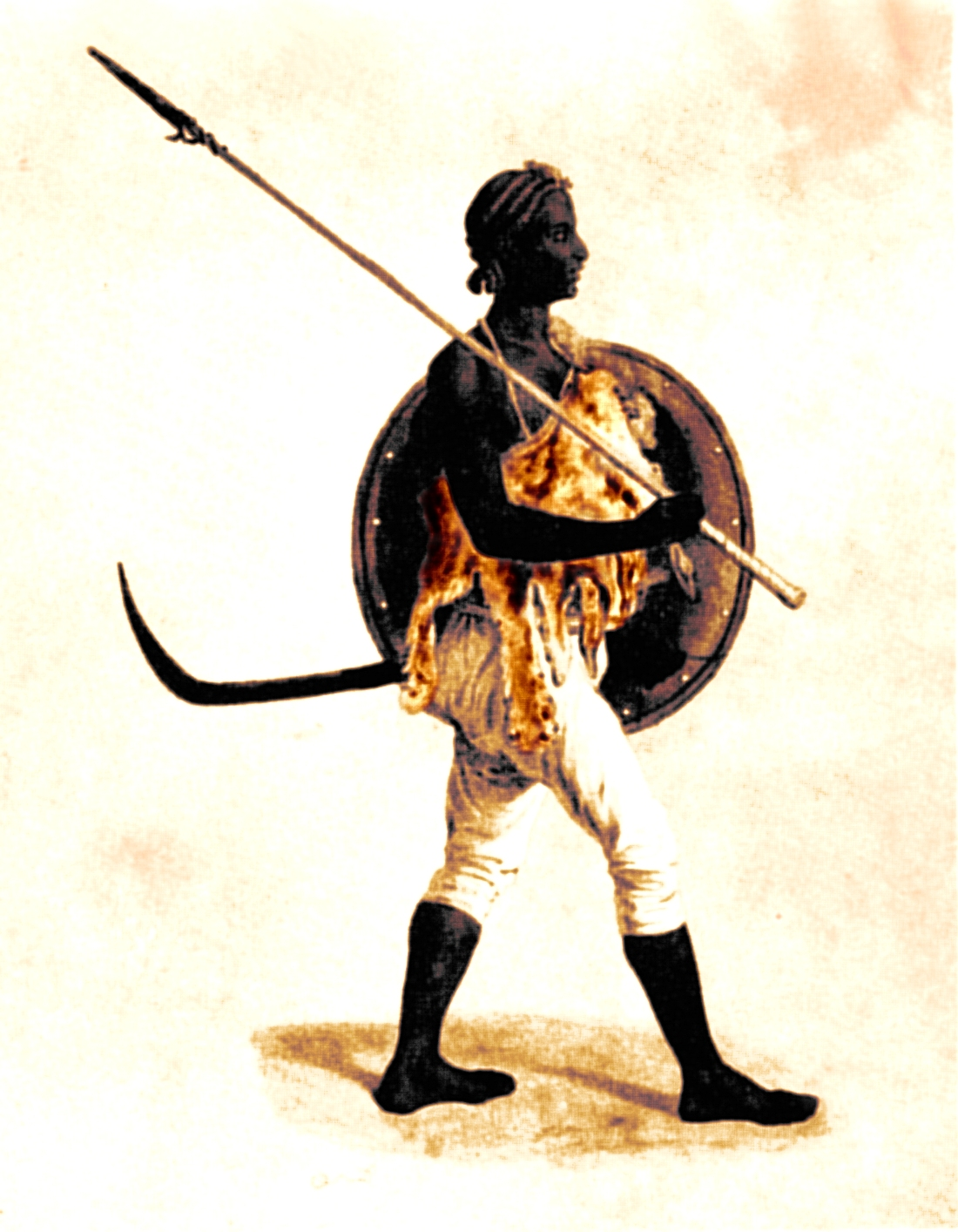
Воин народа тигре. Абиссиния, XIX в.

Если копьё предназначалось как для броска, так и для удара, воин обычно носил два копья, — чтобы, метнув одно, не остаться безоружным. Либо же он ограничивался одним, но снабжал его кожаным ремнем длиной несколько метров, за который копьё после броска можно было притянуть обратно.
Тем не менее при переходе к тактике боя в строю стало ясно, что для метания требуется одно копьё, а для ближнего боя — другое. Дело было не в длине или весе, а в балансировке. Метательное копьё имело центр тяжести, смещённый к наконечнику. В этом случае, поскольку оружие удобнее держать вблизи центра тяжести, приспособленное для метания двухметровое копьё, при использовании в строю почти не выдаваясь за линию щитов, цепляло при этом по ногам 3 ряда позади несущего.
Довольно поздно, всего несколько тысяч лет назад, уже при переходе к оседлости кроме метательных и рукопашных, появились копья и ещё одного вида — загонные, в наиболее простом варианте представлявшие собой обычный кол, но довольно толстый (как раз, чтобы охватить рукой) и длинный (до 2 м). Назначением таких копий было отражение нападающего зверя. Загонное копьё или, как его чаще называли, рогатину упирали тупым концом в землю, наступали на него ногой и выставляли вперёд остриё.
Копьё как оружие и по сей день используется отдельными народами (например, некоторыми племенами Африки).

## Разновидности копий

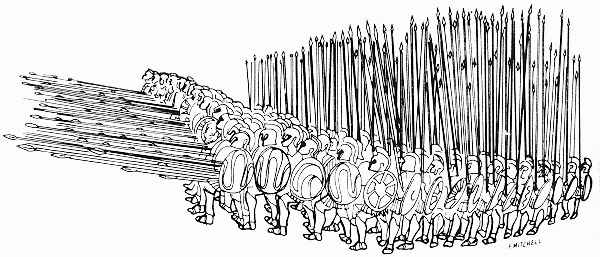
Македонская фаланга

### Копья пехоты

#### Против пехоты
Особенностью тактики македонской, а затем эллинистической фаланги было дифференцирование оружия по рядам. Первые два её ряда состояли из тяжеловооруженных щитоносцев с одноручными копьями (причём до археологических находок ошибочно считалось, что копья гоплитов второго ряда были длиннее копий гоплитов первого ряда). Начиная же с третьего ряда воины несли сариссы — необычайно длинные копья с массивным противовесом; соответственно таких воинов называли сариссофоры. Сариссы удлинялись с каждым рядом и доходили до 670 см, а вес их при этом (несмотря на крошечный наконечник) мог превышать 6 кг.
Ударов своим оружием сариссофор не наносил. Даже если бы управление сариссой и было осуществимо физически, то он в любом случае не мог видеть врага. Сариссофор обнаруживал противника осязательно, — тыкал копьём, пока оно не упиралась во что-то твёрдое, после чего начинал напирать, передавая таким образом давление на вражеские щиты не путём подталкивания вперёд своих товарищей из передних рядов, а непосредственно. Такой метод борьбы не только позволял напирать на врага наиболее эффективным и экономным путём, но и давал возможность бойцам двух первых рядов не толкаться щитами, а наносить прицельные удары копьями.

#### Против конницы

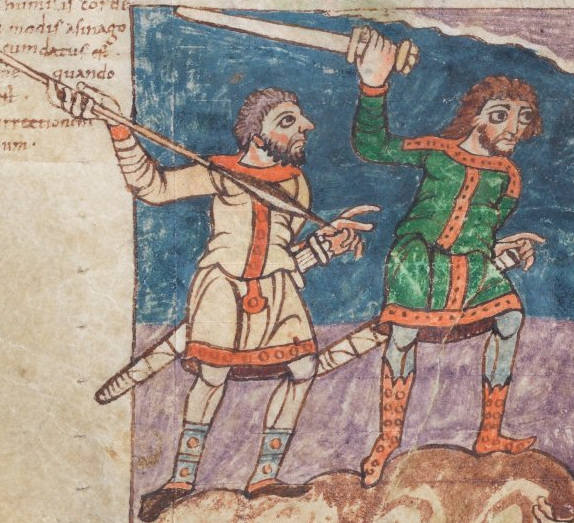
Воины с копьём и мечом. Миниатюра из «Штутгартской Псалтыри». 825 г.

Копья, используемые против конницы, произошли от рогатин, используемых на охоте. Рогатина могла также быть применена для удара (хотя неудобное для удержания древко и отсутствие противовеса препятствовали такому использованию), и даже для метания, — но только на несколько метров. При том, пробивная сила такого копья оказывалась хороша, ибо его вес превышал 2 кг. Впрочем, универсальность рогатины не искупала малой её эффективности в случае применения по прямому назначению. Для защиты от лошадей требовалось подобное по принципу действия оружие длиной 300—500 см.
Наибольшую актуальность вопрос защиты пехоты от кавалерии приобрёл в Европе средних веков. С появлением стремян, конница стала главной ударной силой средневековых армий. Пехота снова стала строиться плотной фалангой, но вооружалась уже не щитами и сариссами, предназначенными для борьбы в основном против пехоты, а гигантскими рогатинами на боевых коней — пиками, — оружием, однако, почти столь же длинным, но ещё более неуклюжим, нежели сариссы. Пики, упоминающиеся в Европе, как минимум, с XII века, в отличие от сарисс, не имели противовесов, ибо при отражении атаки кавалерии их тупой конец упирался в землю.

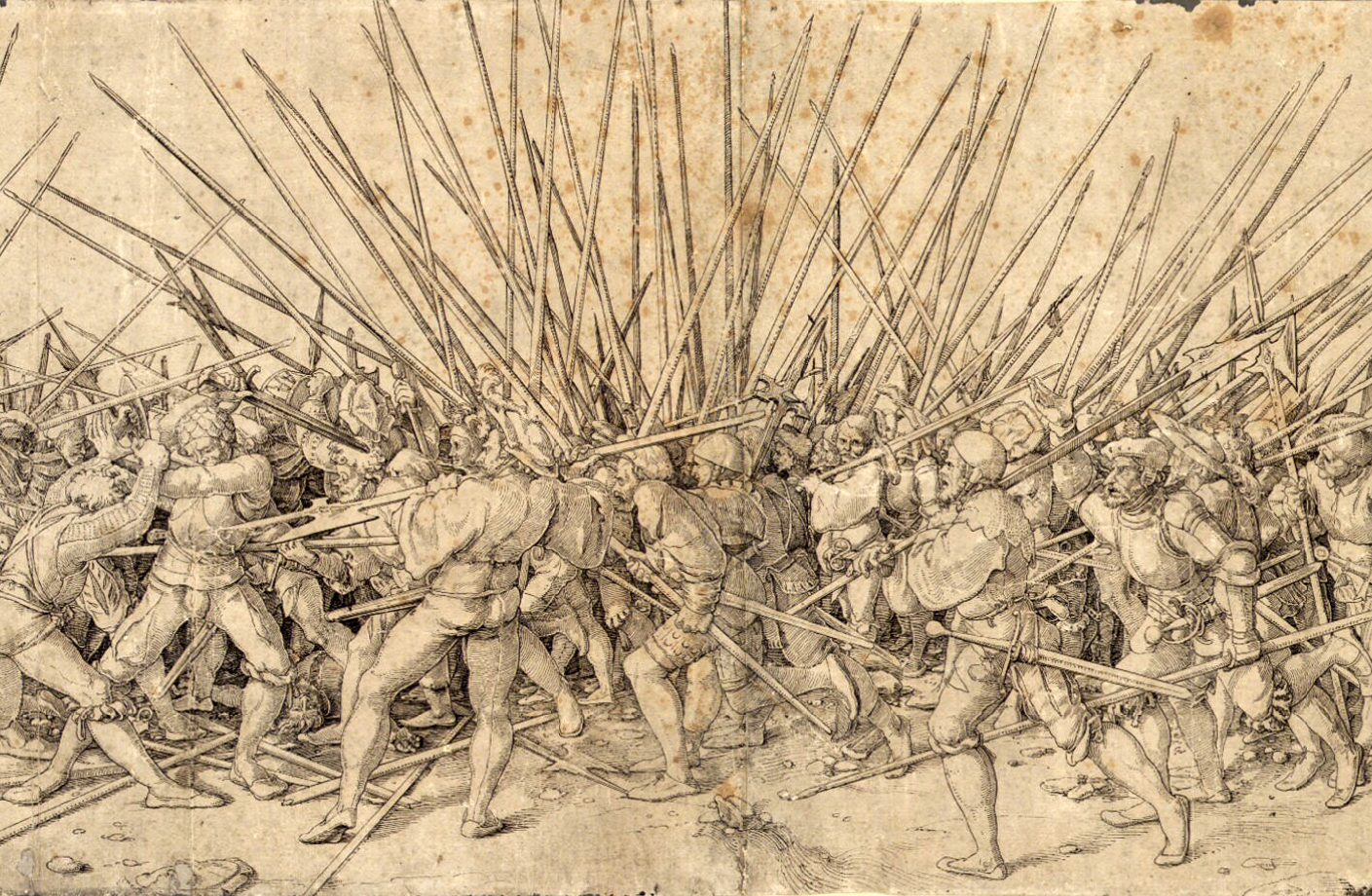
Свалка Швейцарцев и Ландскнехтов в одной из битв Итальянских войн

За счет применения наконечника минимального размера и изготовления древка из сравнительно легкого дерева, вес пик удерживался на уровне 4,5 кг, однако точка приложения этой силы имела рычаг порядка двух метров, что делало пику крайне неудобной для удержания.
В бою с пехотой пикой не наносили ударов, её просто направляли на врага и наступали. Конец пики при этом зажимался под мышкой — только так её можно было удержать горизонтально. Либо, если пикинёры располагали кирасами (что стало обычным с конца XV века), тупой конец пики упирался в специальных держатель — «ток», приваренный к кирасе. Такой мерой удавалось достичь более жесткой фиксации пики, что было важно при продавливании ею вражеских доспехов, и несколько увеличить её эффективную длину.

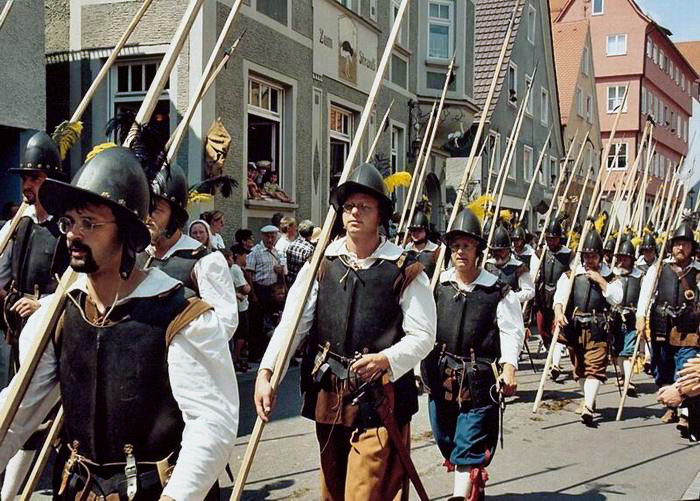
Немецкий парад пикинёров

В XVII веке после появления подвижной артиллерии с целью увеличения мобильности войск тяжелая пика стала заменяться легкой — длиной всего 300 см, пригодной в том числе и для нанесения ударов. Легкая пика весила меньше тяжелой — порядка 2,5 кг, но имела значительно большего размера наконечник с парой дополнительных лезвий, выполняющих функцию перекладины, и противовес, что делало её удержание более удобным. Однако и такая пика оставалась слишком длинной для использования в индивидуальном бою. Пикинёр по-прежнему носил шпагу или кортик.
Распространялось это новое оружие по Европе медленно: в Швеции легкие пики были приняты в начале XVII века, а в России — только в конце XVII века.
Вполне удовлетворительной защиты от кавалерии легкая пика, однако, уже не давала — предпосылки для её принятия возникли лишь тогда, когда борьбу с кавалерией пикинёры стали вести совместно с мушкетерами. Копейщики блокировали атакующую конницу, а мушкетёры из-за их спин расстреливали всадников. С появлением штыков в конце XVII века роль копейщиков стали брать на себя сами мушкетёры, построенные в каре, и пехотные пики начали выходить из употребления. В 1700 году они уже были сняты с вооружения во Франции, но во время Французской революции были извлечены из арсеналов и имели некоторое применение ввиду нехватки ружей.

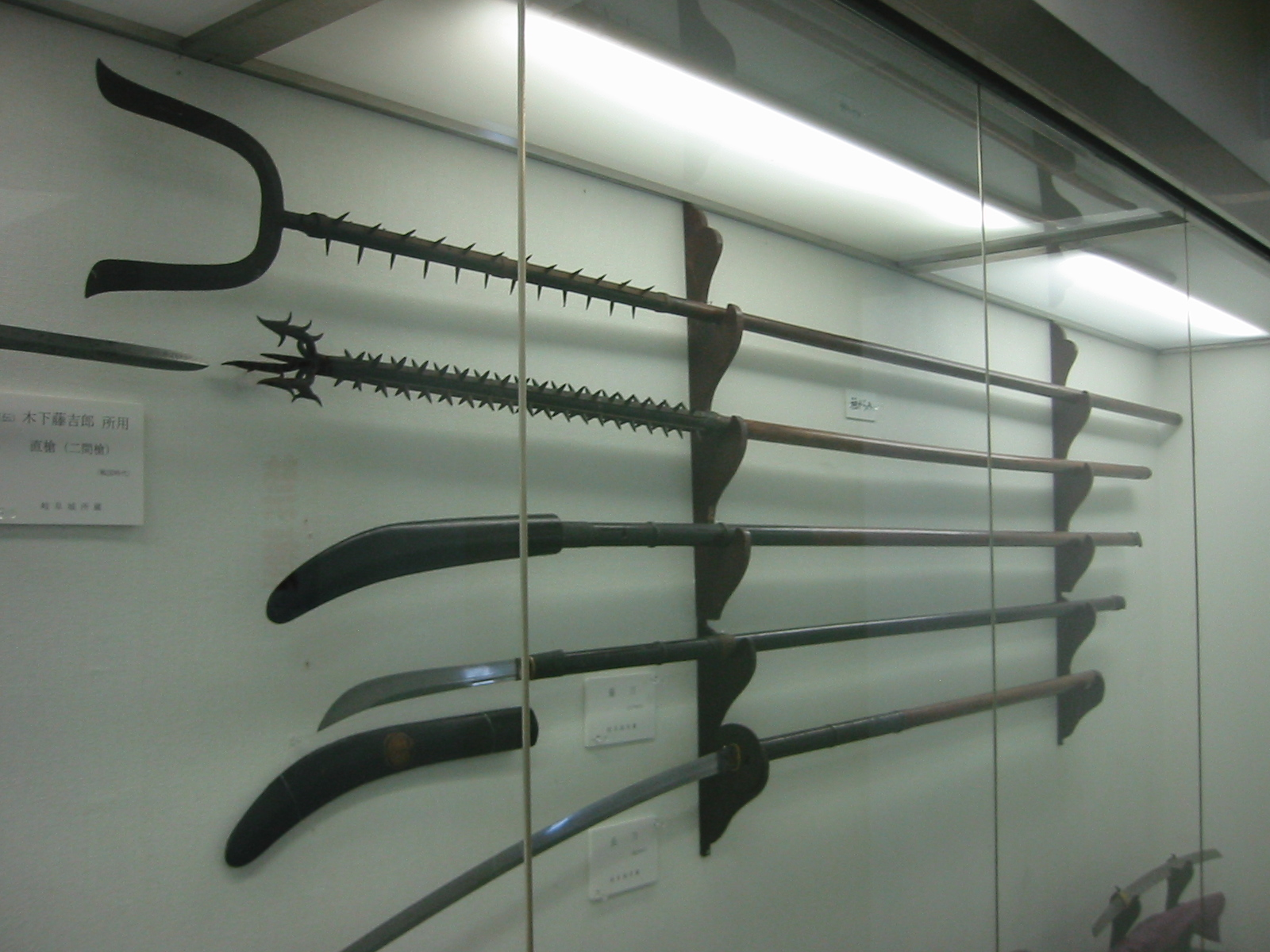
Японские Сасумата, Содэгарами, Нагината, Нагамаки

За пределами Европы пики длиной 400 см для борьбы с колесницами использовались в Китае.
Пики успешно останавливали конницу, но вот как наступательное оружие годились слабо. Поэтому для атаки на остановленную конницу использовались алебарды, бердыши и подобное им оружие. Наиболее эффективным не огнестрельным оружием против конницы в руках латной пехоты оказалась алебарда, которая сочетала свойства копья, длинного топора и крюка для сбрасывания всадника.
В России для прикрытия боевого порядка при кавалерийских атаках использовали рогаточные копья, окованные сталью, которые соединяли между собою посредством петель и смычных крючков. В 1756 году на вооружении нижних чинов вновь созданных гренадерских полков имелось 216 пикинёрных и 4500 рогаточных копий, которые предназначались для применения только в военное время и перевозились в обозе. Фактически они не использовались и были заменены ружьями со штыками.

### Кавалерийские копья

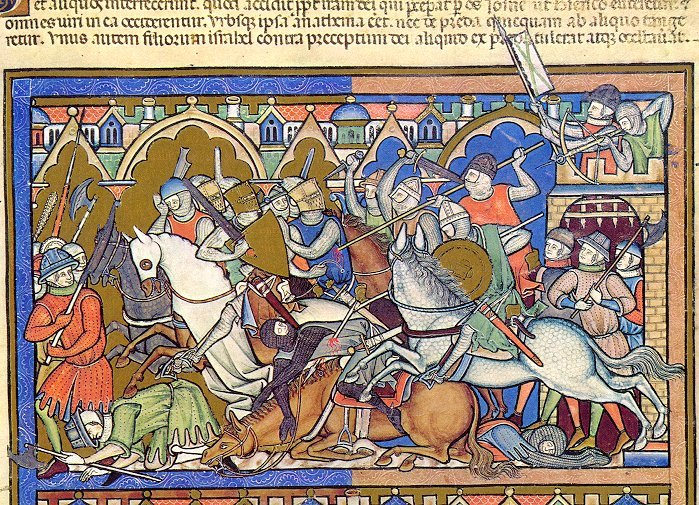
Рыцари, наносящие колющие удары копьями. Миниатюра из «Библии Мациевского». 1240—1250 гг.

Наиболее древняя кавалерия имела максимум только дротики (например, ими обладали скифы). Впрочем, дротик мог быть использован и в рукопашном бою, но в качестве исключения. Тем не менее с появлением тяжёлой кавалерии в Греции и Македонии появились и копья, удобные для всадника. За основу бралось обычное одноручное копьё, центр тяжести которого смещался назад с помощью массивного противовеса. Таким способом увеличивалась досягаемость оружия.

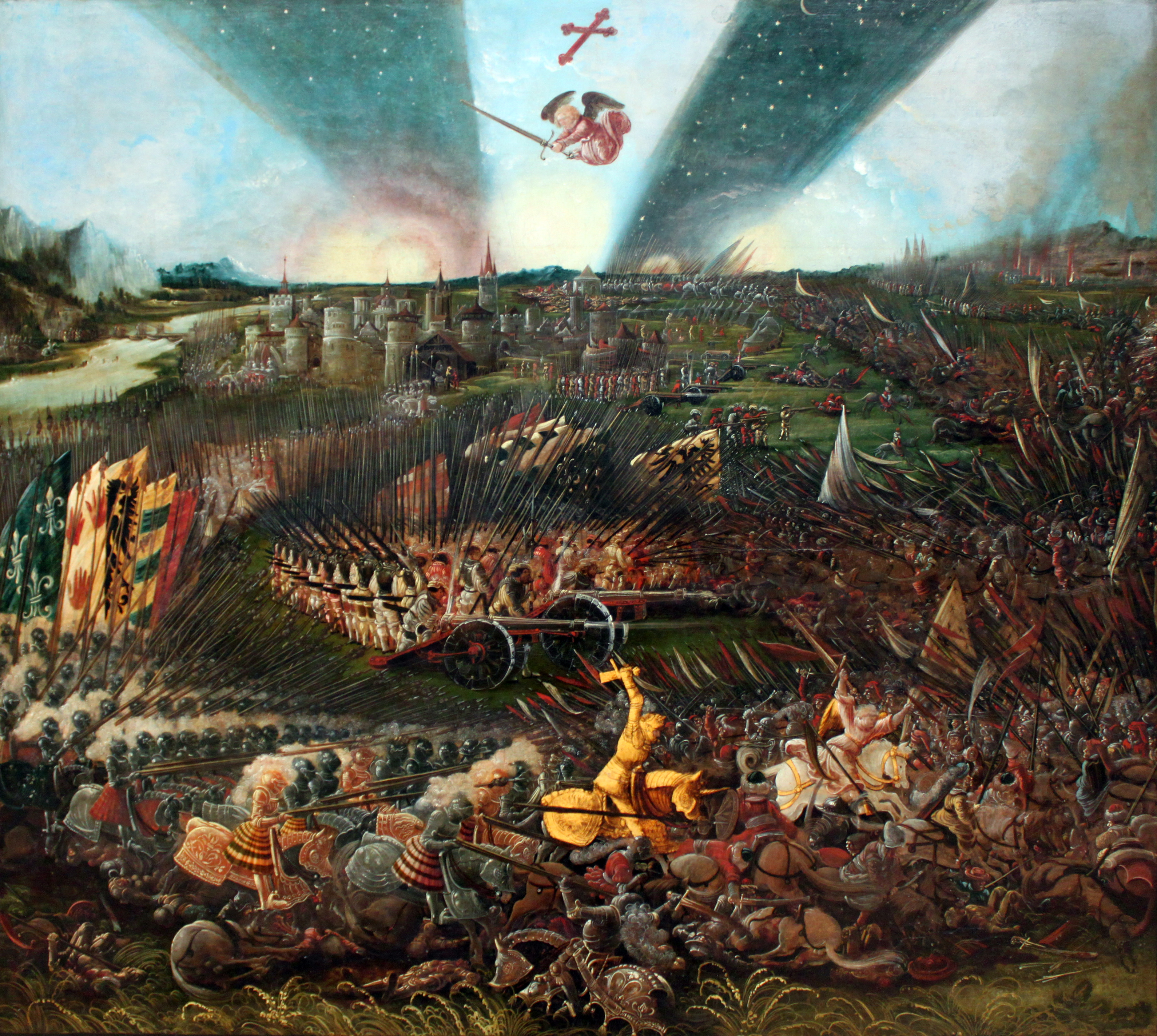
Альбрехт Альтдорфер. «Победа Карла Великого над аварами» (1518). В виде воинов Карла изображены французские конные жандармы нач. XVI в.

Первые кавалерийские копья удерживались не в опущенной, а в поднятой руке, удар наносился сверху вниз, в этом случае отдача от удара направлялась большей частью вверх, и всадник даже без стремян оставался в седле. Однако такое копьё оказывалось слишком коротким, у греков и македонян до 180 см, у римлян — до 250 см при весе 1 кг.
Скоро македонцы придумали, как использовать в кавалерийском бою и сариссы. Удерживать сариссу длиной 420 см можно было, только взяв её наперевес, и в этом случае отдача от удара приходилась в горизонтальной плоскости. Не имея стремян, всадник был обречен на падение, но этого не происходило, так как сарисса привязывалась кожаными ремнями к седлу, и ремни поглощали отдачу.
Но и здесь сразу обозначилась проблема. Наконечник сариссы мог врезаться в дерево или в землю, и при таком креплении оружия всадник уже точно должен был упасть, причём вместе со своим конём. Во избежание подобных неприятностей кавалерийским копьям было придано свойство, резко отграничившее их от копий пехотных, а именно ломкость. Древко делалось из самого хрупкого дерева. Привязные сариссы были на вооружении парфянских и эллинистических катафрактов. Тем не менее таким копьём можно было бить только по курсу движения, а сила его удара была прямо пропорциональна скорости движения лошади, поскольку всадник теперь только направлял его. Возможно, по этой причине римляне до конца остались верны копьям для верхнего удара.

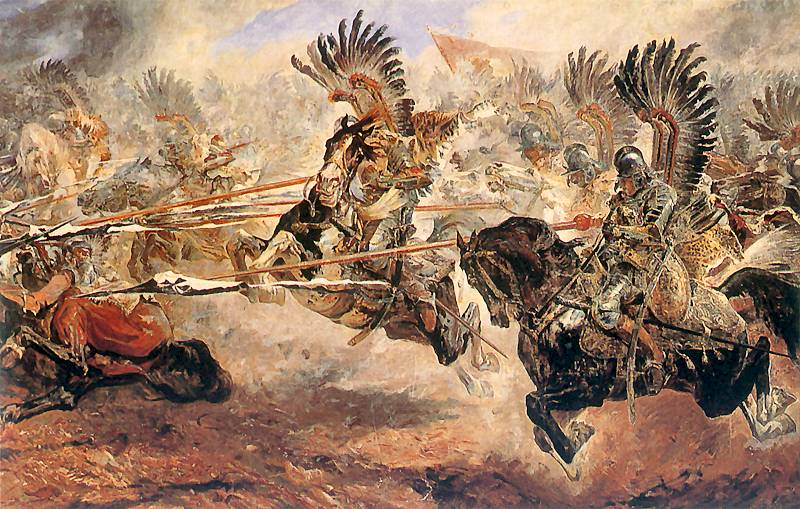
Атака крылатых гусар. Худ. Станислав Качор Батовский (1895)

С изобретением стремян кавалерийские копья или пики стали употребляться повсеместно. Обычно они не имели никаких оригинальных особенностей конструкции: вес около 2,3—3,3 кг, ломкое древко 280—340 см, маленький четырёхгранный или плоский наконечник, противовес. Таким они и сохранилось у легкой и средней кавалерии вплоть до XX века.

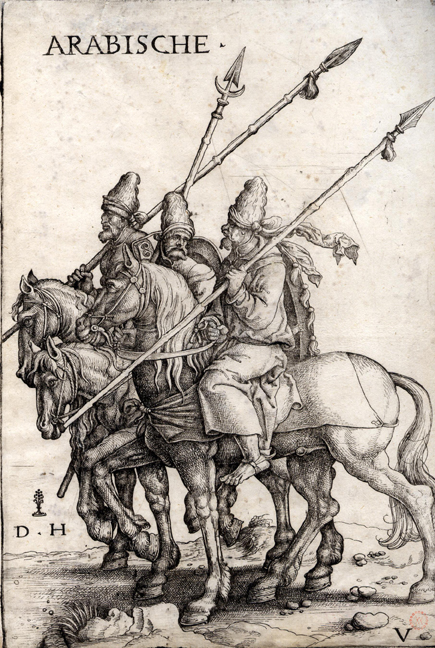
Арабские копьеносцы. Офорт Даниэля Хопфера. 1520-е гг.

Копьё, или пика польской крылатой гусарии XVI—XVII вв. имело длину от 5 до 6 м, от наконечника до середины являлось полым, а с середины до конца изготовлялось из твёрдых пород дерева. В центре оно снабжалось шарообразной гардой, а у наконечника украшалось цветным прапором. Использование в бою подобного дорогостоящего и тяжёлого оружия требовало долгой выучки, доступной лишь воинской элите. По свидетельству современника, в битве под Чудновом (1660) одним таким копьём гусару удалось проткнуть сразу пять противников.
У восточной кавалерии копьё конкурировало с луком и саблей, но в средневековой Европе тяжёлое и длинное копьё было основным оружием первого удара. Правда, во встречном кавалерийском бою после первой сшибки рыцари обычно бросали даже не сломанные копья и продолжали бой на мечах. В бою на копьях преимущество получал тот, кто доставал дальше, потому рыцарские копья постоянно увеличивались, достигнув в итоге 440 см длины при весе в 4 кг и больше. Если легкая кавалерийская пика доставала всего на метр впереди головы коня, то западноевропейское копьё тяжёлой кавалерии — на 2—3 метра.

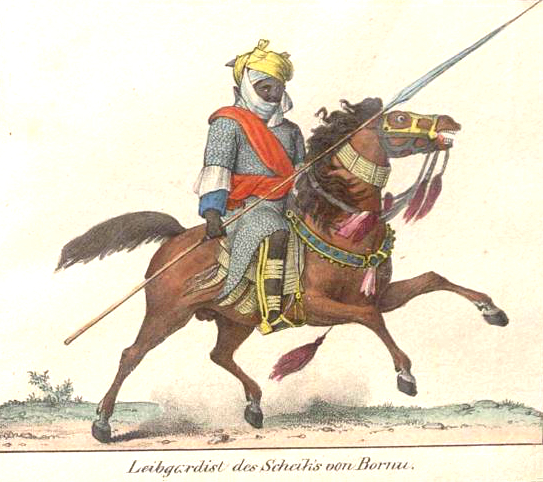
Телохранитель шейха Борну. Рис. нач. 1820-х гг.

Наносить столь длинным копьём удары стало затруднительно, и, как и в случае с сариссой, всадник мог только направить удар. Особенно это проявилось в XV веке, когда с распространением пластинчатых лат, кавалерийское копьё, как и пехотная пика, в боевом положении стало упираться в ток кирасы. Да и без кирас, — сама европейская посадка, будучи максимально прочной, что необходимо для боя на копьях, не позволяла всаднику поворачиваться в седле. Рыцарское копьё действовало при курсовых углах плюс-минус 45 градусов.
С XIV века копья начали склеиваться в виде полой трубы и получили конический щиток, защищавший руку. Полые копья весили меньше и ломались легче, что при упоре их в ток приобретало особую актуальность. Выражение «ломать копья» с этих пор стало синонимом рыцарского поединка.

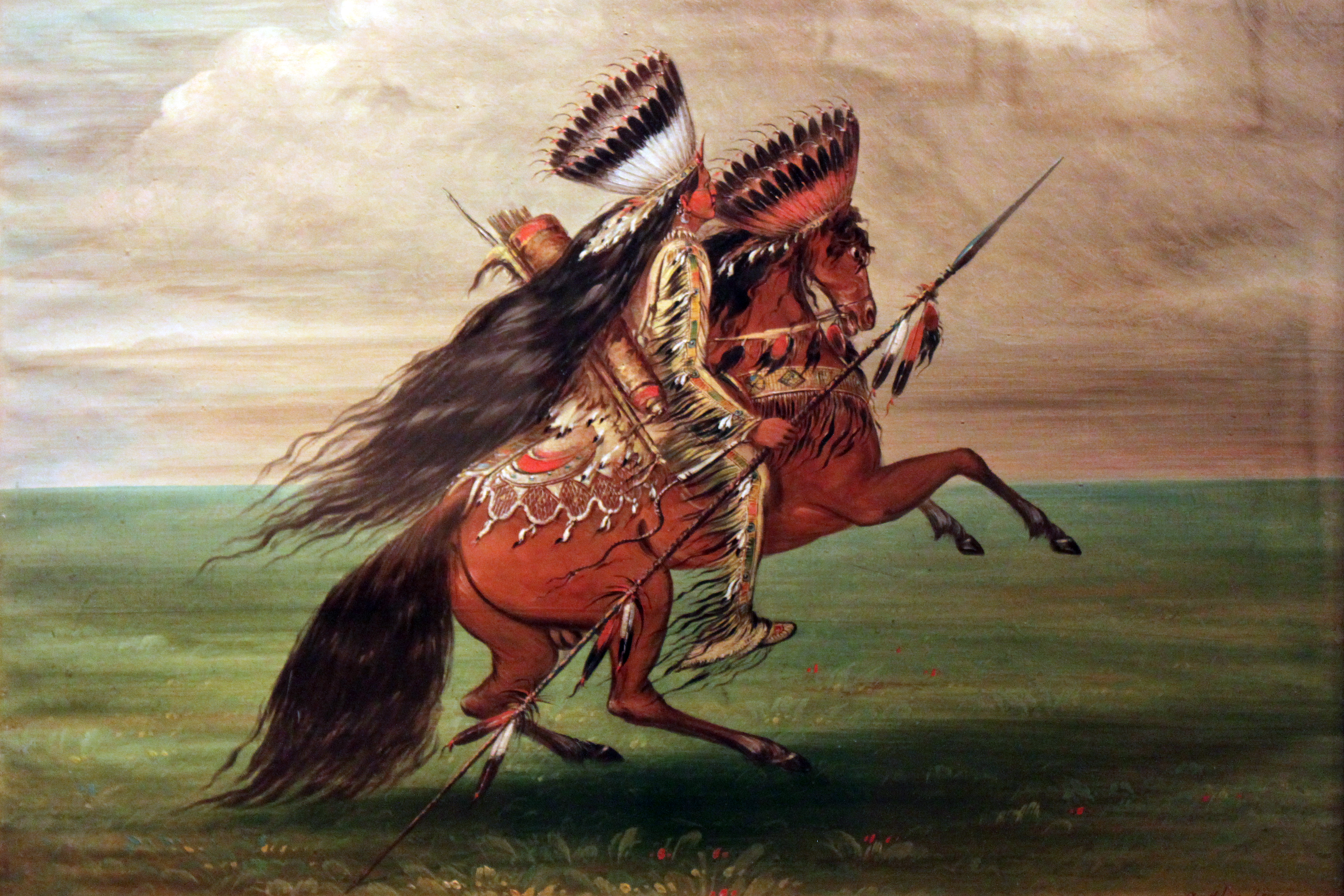
Вождь кроу Тот Кто Прыгает Выше Всех. Худ. Джордж Кэтлин (1854)

Кавалерийское копьё рассчитывалось только на один удар. Ведь в бою всадник двигался мимо цели со скоростью 10 м/с, а с учётом сложения скоростей при встречной атаке — и все 20 метров в секунду. С одной стороны это приводило к огромному усилению удара, а с другой — нанеся колющий удар копьём или мечом, особенно если этот удар достигал цели, всадник не только не имел шансов выдернуть своё оружие, но и сам оказывался в плохом положении. Вонзившееся в землю или во врага оружие приобретало относительно своего владельца опасно быстрое движение. Перелом древка представлялся предпочтительнее перелома руки, а то и шеи.
Всадники так привыкли к тому, что после удара копьём у них в руках остается палица, что когда в XVI веке пики стали заменяться пистолетами, этот принцип был сохранен: пистолеты XVI—XVII веков имели на рукоятке увесистое «яблоко» и после выстрела превращались в дубинку.
Сражаясь в пешем строю, рыцари часто использовали свои кавалерийские копья как одноручные. Собственно, такое копьё и должно было удерживаться одной рукой. Но из-за чрезмерной длины кавалерийское копьё оказывалось не очень удобным оружием для пехотинца. Из-за ломкости оно не могло выполнять и функции пики.

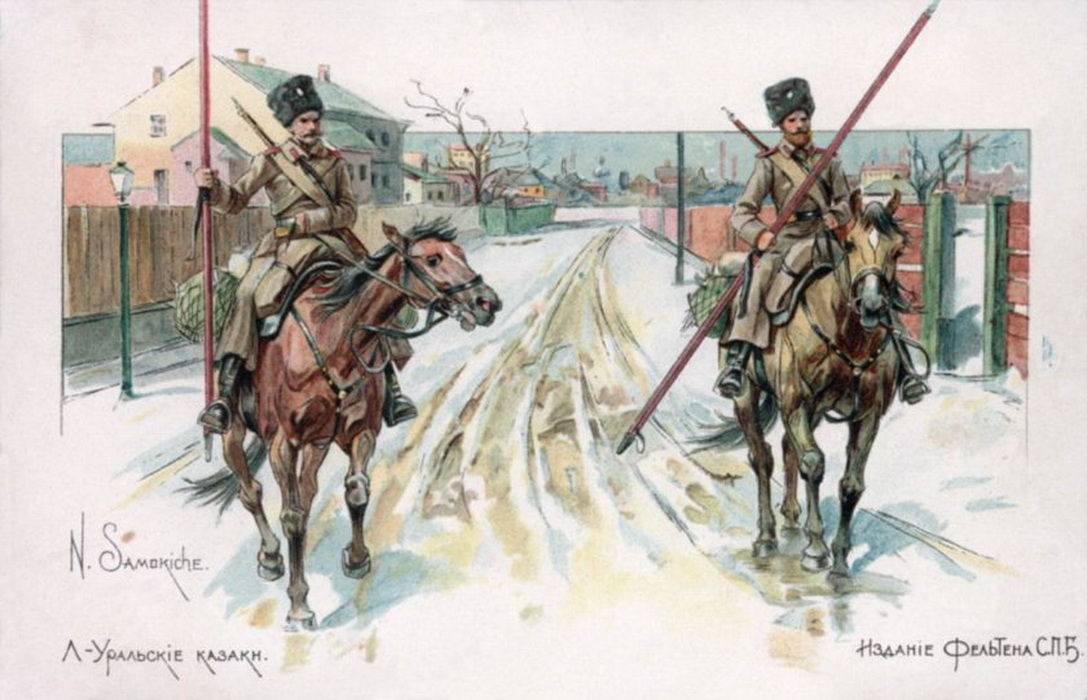
Уральские казаки с пиками. Рис. Н. С. Самокиша

На Востоке копьё претерпело иную эволюцию. В арабское время, напротив, возникла тенденция к его укорочению. Зато наконечник увеличился, став широким, плоским и нередко изогнутым. Будучи сделан из дамаска, он приобрел если не рубящие, то режущие свойства, и теперь не обламывался в ране, а выворачивался из неё. Эта особенность позволила снабдить копьё прочным древком и сделать его многоразовым.
Индейские племена Северной Америки издавна пользовались короткими копьями и дротиками для охоты, и лишь в XVII веке стали широко применять их в вооружённых конфликтах с белыми колонистами. В XVIII столетии приручившие диких лошадей и создавшие собственные конные отряды индейцы Великих равнин стали эпизодически применять длинные кавалерийские копья, наконечники для которых приобретались у белых, однако широкого распространения у них это оружие не получило.
На Руси с XV века оружием русской поместной конницы стали тяжёлые рогатины. Длина их при весе в 1,5 кг уже не превышала 250 см, но ими можно было наносить разнообразные удары во все стороны.

### Копья для охоты
Наряду с военным применением, а может быть и раньше, копьё использовалось и как оружие для охоты и рыбалки. Особенности охоты на того или иного зверя постепенно породили и особые виды копий — точно подобранного веса и длины, со специальным наконечником, и с древком, изготовленным из строго определённой породы дерева. Так появились дротик, гарпун, трезубец и кабанье копьё.

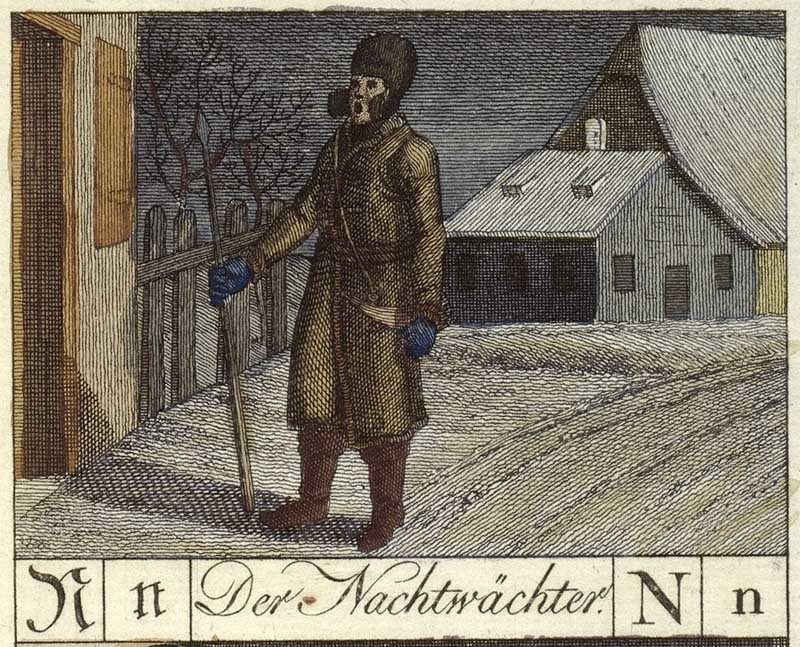
Уличный ночной сторож с копьём, гравюра, Германия (1799)

В Европе, где охота на крупного зверя долгое время оставалась привилегией высшей аристократии, изготавливались копья для охоты с исключительно дорогой отделкой, — некоторые из них хранятся в оружейных палатах дворцов и в музеях. В XVIII веке охота с копьём была почти полностью вытеснена охотой с огнестрельным оружием, однако из соображений престижа некоторые охотники выходили и продолжают выходить на охоту с этим первобытным снаряжением.
Охота с копьём была модной в 1930-е годы в Германии. В конце XX века вместе с модой на «естественную охоту» (с луком или арбалетом) возрос интерес и к охотничьим копьям.

### Копья для охраны
В первых городах возникла профессия ночного сторожа, который ходил ночью по улицам и переулкам города и обеспечивал порядок и спокойствие, останавливал и допрашивал подозреваемых лиц, бродяг, а в случае необходимости арестовывал их. Чтобы атаковать воров и диких животных сторожа по возможности вооружались рогатинами, копьями.
В России, в дни Пугачёвского восстания для защиты городов создавались отряды из крестьян, отставных солдат и купцов, вооруженных рогатинами и копьями.

### Копьё как флагшток
На древке копья зачастую крепились боевые знамёна или иные сигнальные флажки.

## В культуре

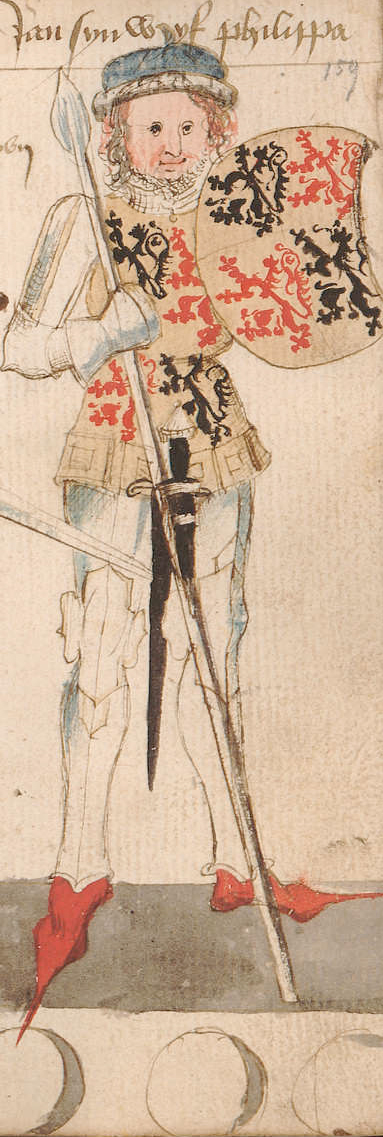
Граф Голландии Ян II д’Авен. Рис. Хендрика ван Хесселя из рукописи XV в.

«Копья» (исп. Las lanzas) — второе название знаменитой картины испанского живописца Диего Веласкеса «Сдача Бреды» (исп. La rendición de Breda), посвященной одному из эпизодов Восьмидесятилетней войны (Нидерландской революции).

## Символизм копья
Копьё — символ воинственности, агрессивной активности (в скандинавской мифологии Один, бросив копьё в направлении войска противника, положил начало первой войне между богами), а также фаллический символ. Последнее значение может быть проиллюстрировано ведийским космогоническим мифом о пахтании молочного океана копьём или орфическим повествованием о мировом яйце, разбиваемом копьём. Угаритское божество грозы и плодородия Баал изображается с молнией-копьём, поражающим землю (ещё один образ эротического единения двух начал). Эмблемой победы служит копьё Индры — индуистского бога войны. В Китае копьё является атрибутом многих второстепенных богов.
Копьё — один из символов мировой оси.
В христианстве копьё — один из символов страстей Христовых, а также несправедливого суда и распятия, атрибут воина Лонгина, так называемое «Копьё Судьбы». Также копьё является основным оружием Святого Георгия и фигурирует в связанной с ним христианской иконографии.